# Vårdnätsspindlar
Vårdnätsspindlar (Pisauridae), även stavat vårdnätspindlar, är en familj av spindlar som innehåller omkring 336 beskrivna arter världen över, uppdelade på 53 olika släkten.

## Kännetecken
Vårdnätsspindlar påminner till utseendet något om vargspindlar, med förhållandevis slank kropp och långa ben. Ett drag som skiljer de båda familjerna åt är dock att vårdnätsspindlarnas ögon alla är ungefär lika stora, medan vargspindlarna har två ögon som är tydligt större än de andra. Färgteckning är mycket varierad, både mellan olika arter och inom en och samma art, men ljusare eller mörkare brunaktiga till rödbruna eller gråaktiga nyanser är vanliga. Honan av en art är ofta större än en hane av samma art.

## Utbredning
Förekommer över större delen av världen, men den högsta artrikedomen finns i tropiska och subtropiska trakter.

## Levnadssätt
Vårdnätsspindlar är aktiva jägare som tar de flesta byten små nog för dem kan övermanna, vanligen olika sorters insekter, men några av de större arterna kan även fånga små fiskar och grodyngel. Många arter kan också genom sina långa ben röra sig på vattenytan, då de bärs upp av ytspänningen. Vissa arter har ett halvt akvatiskt levnadssätt och kan tillbringa kortare stunder under vattenytan, exempelvis i syfte att undgå predatorer.
Honorna uppvisar i många fall en omsorgsfull vård av avkomman, genom att spinna en skyddade äggsäck för äggen, som hon sedan vaktar noga. Hos vissa arter, som Pisaura mirabilis, bär honan med sig äggsäcken genom att hålla den i käkarna. Under denna tid äter hon ingenting. Denna art, och några andra, som Pisaurina mira från Nordamerika, visar också omsorg om avkomman en tid efter äggens kläckning och spinner ett så kallat vårdnät, i vilket de nykläckta spindelungarna tillbringar sin första tid.